# Barney Wilen
Barney Wilen, cuyo verdadero nombre era Jean Bernard Wilen, músico de jazz y saxofonista tenor, nace en Niza, Francia el 4 de marzo de 1937 y muere en París, el 25 de mayo de 1996. 
De padre estadounidense y madre francesa, vivió con ellos en Estados Unidos desde 1940 hasta 1946, el tiempo de la Segunda Guerra Mundial.
En 1946, volvió a Francia para conocer su país de nacimiento.
En París conoció a los músicos estadounidenses Ben Webster, Sidney Bechet, Dexter Gordon y trabajó en las funciones del Club Saint-Germain en compañía de Sacha Distel y René Urtreger.
En 1957, acompañó como saxofonista a Miles Davis, que grababa la banda sonora de la película Ascensor para el cadalso, dirigida por Louis Malle. 
Para conocer mejor la música de John Coltrane, Barney Wilen retornó a los Estados Unidos, y allí, en compañía del grupo dirigido por Art Blakey, The Jazz Messengers, grabó en 1959 la banda sonora de la película de Roger Vadim Las relaciones peligrosas (Les Liaisons Dangereuses), basada en la novela homónima de Pierre Choderlos de Laclos.
Además intervino en una grabación nunca publicada de Thelonious Monk para Blue Note. Hasta el año 1968, Barney Wilen alternaría sus trabajos entre París y Nueva York. 
En 1969 viaja -junto a su pareja Caroline de Bendern- a África para rodar una película y permanece seis años apartado de los estudios de grabación. Los últimos años de su carrera artística los dedicó a difundir el jazz en todas sus formas.